# イ式小銃
イ式小銃（イしきしょうじゅう）は、1938年（昭和13年）に大日本帝国陸軍がイタリアから購入したボルトアクション式小銃である。イタリア製カルカノM1891小銃に日本側の要望に基づいた設計変更を加えたもので、
日独伊防共協定および日満伊貿易協定を契機に調達が始まった。しかし、何らかの理由で1939年のうちに発注が取り消され、当初予定された13万丁のうち、実際に納品されたのは6万丁程度と言われている。また、日本に到着した後もほとんど部隊への配備は行われず、大部分が敗戦まで倉庫に残されていた。
正式には伊太利亜製改造六、五粍小銃と呼ばれた。しかし、配備先の部隊の記録では、陸軍がイタリアから輸入した他の兵器類に倣い、イ式小銃という呼称がしばしば使われた。また、海軍部隊では伊式小銃という表記も使われた。同時期にドイツから輸入されていたモ式小銃とは異なり、準制式制定の記録は残っていない。英語圏ではType I rifleなどと呼称される。

## 概要

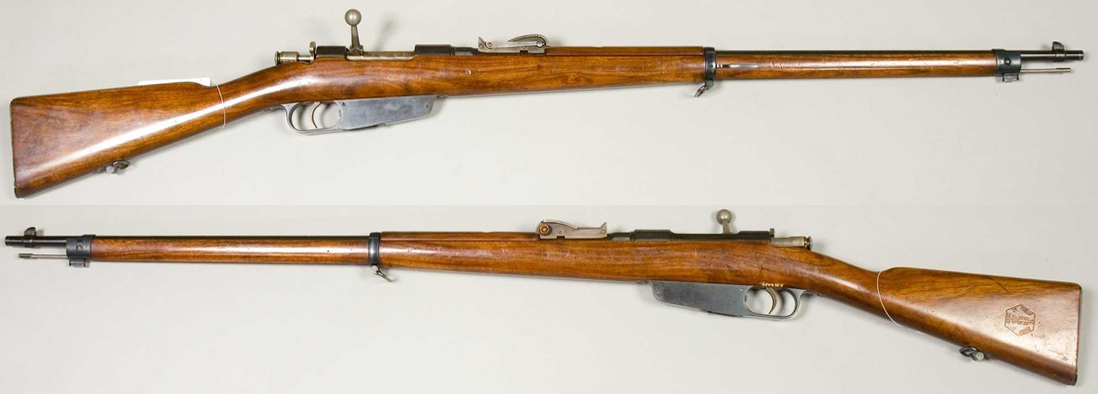
カルカノM1891

1937年（昭和12年）11月、防共協定にイタリアが加盟して日独伊防共協定が成立した後、日本とイタリア、満州国による日満伊貿易協定に関する協議が始まった（昭和13年7月5日調印）。これを契機に、日本陸軍によるイタリア製小銃の輸入が行われることになった。イ式小銃に関する計画は、1938年（昭和13年）中頃から始まったと考えられている。
イ式小銃はイタリア王国軍の主力小銃だったカルカノM1891を元に、三八式歩兵銃と同様の三八式実包を使用できるように設計変更を加えたものである。挿弾子は、当初カルカノ小銃と同様の6連発エンブロック・クリップを使用することも検討されていたが、後に日本側がこれを拒否し、従来の日本製小銃と同様の5連発ストリッパー・クリップを使うことになった。三十年式銃剣を着剣することができる。
1938年7月21日に陸軍次官から出された指示では、日本製挿弾子および実包を使用し、三十年式銃剣を着剣可能とすることとの要望が示されている。また、調達数については1丁400リラならば13万丁とし、取得開始時期は1938年12月（それより早ければなおよい）とされた。加えて、この銃の購入について対外的には満洲国政府向けのものとして指導する旨の指示も含まれている。
製造はイタリア軍向けのカルカノ小銃と同様、国立造兵廠、ベレッタ社、トロンピア州工廠が担当した。
9月4日付のイタリア駐在武官からの電報は、イタリアに送付された設計図と実包を用いて作成した見本小銃を試射したところ、薬莢の起縁部近くで膨張が生じた旨が報告され、これに関するイタリア側からの問合せについて指示を乞うものだった。この電報によれば、未発の薬莢で当該部分は11.40mmである一方、薬室内径は図面上11.73mm+0.01から0.05とされていた。しかし、これに対して陸軍次官からは「薬莢は誤りなし、また危険なし」との解答が行われた。この時点までに、陸軍ではさらに10万丁の調達を計画していたと言われている。
明確に理由を述べた記録は残されていないものの、1939年のうちに発注が取り消された。1939年12月20日付の電報では、試験用としてイタリアに送られた実包85万発のうち、39万5880発を返納するとしている。1丁あたり6発の試射を行うと想定した場合、39万5880発は65,980丁分に相当する。当初予定された発注数13万丁からこれを引いた6万4千丁ほどが実際に製造された数と推定される。また、予備に送られた7万発分も加えた場合、さらに1万2千丁が製造された可能性もある。後年、アメリカに現存する銃を対象としたシリアルナンバー調査では、製造数は6万丁程度と推定された。
発注の取り消しの後、イタリア側からはブナ製の銃床の買取が打診されたものの、日本側はこれを拒否している。1939年末までに製造は終了し、また支払いおよび日本への輸送が完了した。
イ式小銃は、ほとんど部隊に配備されず、敗戦まで倉庫に保管されていた。敗戦時の記録からの推測では、大部分は海軍が保有し、ごく少数が海兵団などの教育部隊、あるいは測候所や事務所、救難倉庫などの部隊に配備されていたという。陸軍側では病院や中国の航空関係部局にごく少数を配備した記録がある。